# A Million Light Years Away
A Million Light Years Away е дванадесетият сингъл на финландската група „Стратовариус“, издаден през 2000 г. от Nuclear Blast.

## Състав
- Тимо Котипелто – вокали
- Тимо Толки – китара
- Яри Кайнулайнен – бас китара
- Йенс Юхансон – клавишни
- Йорг Михаел – ударни